# Kupeornis chapini
Kupeornis chapini е вид птица от семейство Leiothrichidae. Видът е почти застрашен от изчезване.

## Разпространение
Видът е разпространен в Демократична република Конго.